# Nekrolog 2. Quartal 1994
Nekrolog
◄◄
| ◄
| 1990
| 1991
| 1992
| 1993
| 1994 | 1995 | 1996 | 1997 | 1998 | ► | ►►
1. Quartal |
2. Quartal |
3. Quartal |
4. Quartal 1994
Weitere Ereignisse | Allgemeiner Nekrolog 1994
Die Beschreibung der verstorbenen Person sollte so kurz wie möglich gehalten sein und nur deren signifikante Tätigkeit(en) enthalten.
Neue Namen ggf. auch unter dem Geburts- und Sterbedatum, also etwa unter 1. Januar und im Geburts- und Sterbejahr (2024) eintragen (nur bei entsprechender großer Wichtigkeit). Für Beispiele siehe die schon vorhandenen Artikel.
Außerdem über die fünf zuletzt Verstorbenen, zu denen es einen ausreichend guten Artikel für eine Präsentation auf der Hauptseite gibt, nach der todesbedingten Überarbeitung der Artikel ggf. auch unter Wikipedia Diskussion:Hauptseite informieren und sie am besten auch in den anderen Wikipedia-Sprachversionen eintragen. Tipp: Regelmäßig bei news.google.de nach „ist tot“, „gestorben“ oder „verstorben“ suchen.
Wenn eine Person gestorben ist, gibt es viele Seiten zu dieser Person in der Wikipedia, die davon auch betroffen sind und entsprechend aktualisiert werden müssen. Beispiele: Namenübersichtsseite, Geburtsjahr, Geburtsort-Seiten und viele mehr.
Wie finde ich die betroffenen Seiten?
Im Suchfeld auf der linken Seite gibt man den Suchbegriff so ein: „Vorname Nachname“. Dann klickt man auf Volltext und alle Seiten mit entsprechendem Suchtext werden aufgerufen. Hier sieht man dann schnell, wo auch das Todesjahr Sinn macht oder sogar ein Teil des Artikels angepasst werden muss. Auch hilft das „Werkzeug“ auf der linken Seite sehr gut, um solche Seiten aufzufinden: „Links auf diese Seite“. Somit ist die Wikipedia wieder aktuell in allen Bereichen! Hinweis: bei Eintragung der Kategorie „Gestorben JAHR“ wird der Missbrauchsfilter 49 ausgelöst, was jedoch nicht schlimm ist. Siehe: Spezial:Missbrauchsfilter/49
Dies ist eine Liste von im zweiten Quartal 1994 verstorbenen bekannten Persönlichkeiten. Die Einträge erfolgen innerhalb der einzelnen Daten alphabetisch sortiert. Tiere sind im Nekrolog für Tiere zu finden.

## April
| Tag       | Name                                          | Beruf, bekannt als                                                                                          | Alter | Beleg |
| --------- | --------------------------------------------- | --- | ----- | ----- |
| 1. April  | Peter Assion                                  | deutscher Volkskundler und Germanist                                                                        | 52    |       |
| 1. April  | John Chase                                    | US-amerikanischer Eishockeyspieler und -trainer                                                             | 87    |       |
| 1. April  | Robert Doisneau                               | französischer Fotograf                                                                                      | 81    |       |
| 1. April  | Dieter Eberle                                 | deutscher Journalist in der Deutschen Demokratischen Republik (DDR)                                         | 66    |       |
| 1. April  | Hans Kirsten                                  | lutherischer Theologe und Hochschullehrer                                                                   | 92    |       |
| 1. April  | Manfred König                                 | deutscher Werbegrafiker                                                                                     | 59    |       |
| 1. April  | Jakob Mast                                    | deutscher Landwirt und Politiker (CDU), MdL                                                                 | 89    |       |
| 1. April  | Wolfgang Pilz                                 | deutscher Raumfahrtingenieur                                                                                | 82    |       |
| 1. April  | Netty Simons                                  | US-amerikanische Komponistin                                                                                | 80    |       |
| 1. April  | Wilfried Täubner                              | deutscher Architektur-Fotograf, Bildjournalist, Foto-Künstler und Galerist                                  | 53    |       |
| 1. April  | Patrick Winters                               | irischer Geistlicher, römisch-katholischer Bischof von Mbulu                                                | 85    |       |
| 1. April  | Gennadi Iwanowitsch Woronow                   | sowjetischer Politiker und langjähriges Mitglied im Politbüro der KPdSU                                     | 83    |       |
| 2. April  | Irene Baker                                   | US-amerikanische Politikerin                                                                                | 92    |       |
| 2. April  | Hans Graß                                     | deutscher evangelischer Geistlicher und Hochschullehrer                                                     | 85    |       |
| 2. April  | Rowland Greenberg                             | norwegischer Jazzmusiker (Trompete) und Bahnradfahrer                                                       | 73    |       |
| 2. April  | Lech Kluj                                     | polnischer Radrennfahrer                                                                                    | 45    |       |
| 2. April  | Lubor Matouš                                  | tschechischer Altorientalist                                                                                | 85    |       |
| 2. April  | Walter Mönch                                  | deutscher Romanist                                                                                          | 88    |       |
| 2. April  | Geoffrey Muller                               | britischer Filmeditor und Regisseur beim Film                                                               | 77    |       |
| 2. April  | Franz Hieronymus Riedl                        | österreichischer Journalist und Volkstumsforscher                                                           | 88    |       |
| 2. April  | Anton Tedesko                                 | US-amerikanischer Bauingenieur                                                                              | 90    |       |
| 3. April  | Charles Camproux                              | französischer Romanist und Okzitanist                                                                       | 85    |       |
| 3. April  | Heinrich Jäckli                               | Schweizer Geologe                                                                                           | 78    |       |
| 3. April  | Beverly Johnson                               | amerikanische Bergsteigerin, Kletterin und Abenteurerin und Dokumentarfilmerin                              | 46    |       |
| 3. April  | Jérôme Lejeune                                | französischer Mediziner                                                                                     | 67    |       |
| 3. April  | Wolfgang Malecha                              | deutscher Offizier der Bundeswehr                                                                           | 61    |       |
| 3. April  | Aharon Remez                                  | israelischer Diplomat und Generalmajor der israelischen Luftwaffe                                           | 74    |       |
| 3. April  | Agostinho da Silva                            | portugiesischer Philosoph                                                                                   | 88    |       |
| 3. April  | William Thompson                              | kanadischer Skisportler und Skisportfunktionär                                                              | 88    |       |
| 3. April  | Frank Wells                                   | US-amerikanischer Manager, Präsident und Chief Operating Officer der Walt Disney Company                    | 62    |       |
| 3. April  | Alfred Zemanovský                             | tschechischer Chorleiter, Komponist und Musikverleger                                                       | 75    |       |
| 4. April  | Luther Sheeleigh Cressman                     | US-amerikanischer Altamerikanist und Anthropologe                                                           | 96    |       |
| 04. April | André Derrien                                 | französischer Segler                                                                                        | 98    |       |
| 4. April  | Inge Latz                                     | deutsche Komponistin                                                                                        | 64    |       |
| 4. April  | Kurt Meisel                                   | österreichischer Schauspieler und Regisseur                                                                 | 81    |       |
| 4. April  | Jean Schorn                                   | deutscher Radrennfahrer                                                                                     | 82    |       |
| 4. April  | Herbert Schwiete                              | deutscher Politiker (CDU), Bürgermeister von Paderborn                                                      | 76    |       |
| 4. April  | Valentin Stănescu                             | rumänischer Fußballspieler und -trainer                                                                     | 71    |       |
| 04. April | Jean-Pierre Weisgerber                        | luxemburgischer Fußballspieler                                                                              | 89    |       |
| 4. April  | Walburga Zizka                                | deutsche Sozialpolitikerin (CDU)                                                                            | 61    |       |
| 5. April  | Kurt Cobain                                   | US-amerikanischer Sänger und Gitarrist der Grunge-Band Nirvana                                              | 27    |       |
| 5. April  | Mike Colman                                   | US-amerikanischer Eishockeyspieler                                                                          | 25    |       |
| 5. April  | Arthur Vere Harvey, Baron Harvey of Prestbury | britischer Politiker, Mitglied des House of Commons                                                         | 88    |       |
| 5. April  | Eduardo Jiménez de Aréchaga                   | uruguayischer Jurist und Präsident des Internationalen Gerichtshofs (1976–1979)                             | 75    |       |
| 5. April  | Hildegard Krüger                              | deutsche Richterin, Frauenrechtlerin und Autorin                                                            | 84    |       |
| 5. April  | Marlon Riggs                                  | US-amerikanischer Filmproduzent                                                                             | 37    |       |
| 5. April  | Roy Smeck                                     | US-amerikanischer Gitarrist                                                                                 | 94    |       |
| 5. April  | Cor Wals                                      | niederländischer Radrennfahrer                                                                              | 83    |       |
| 6. April  | Klaus Bodinger                                | deutscher Schwimmer                                                                                         | 61    |       |
| 6. April  | Dick Cary                                     | US-amerikanischer Jazztrompeter                                                                             | 77    |       |
| 6. April  | Juvénal Habyarimana                           | ruandischer Politiker, Präsident von Ruanda (1973–1994)                                                     | 57    |       |
| 6. April  | Catherine Lombard                             | französische Freestyle-Skierin                                                                              | 28    |       |
| 6. April  | Déogratias Nsabimana                          | ruandischer Militär                                                                                         |       |       |
| 6. April  | Cyprien Ntaryamira                            | burundischer Politiker, Präsident von Burundi (1994)                                                        | 39    |       |
| 6. April  | Dieter Oesterlen                              | deutscher Architekt und Hochschullehrer                                                                     | 83    |       |
| 7. April  | Harry Adaskin                                 | kanadischer Geiger und Musikpädagoge                                                                        | 92    |       |
| 7. April  | Albert Guðmundsson                            | isländischer Fußballspieler und Politiker                                                                   | 70    |       |
| 7. April  | Lee Brilleaux                                 | südafrikanisch-englischer Sänger                                                                            | 41    |       |
| 7. April  | Ștefan Dobay                                  | rumänischer Fußballspieler und -trainer                                                                     | 84    |       |
| 7. April  | Wilhelm Feldmann                              | deutscher Politiker (NDPD), MdV und Minister der DDR                                                        | 84    |       |
| 7. April  | Alan E. Florin                                | US-amerikanischer Chemiker                                                                                  | 74    |       |
| 7. April  | Joseph Kavaruganda                            | ruandischer Politiker, Präsident des ruandischen Verfassungsgerichts                                        | 58    |       |
| 7. April  | Golo Mann                                     | deutsch-schweizerischer Historiker und Schriftsteller                                                       | 85    |       |
| 7. April  | Karl-Heinz Pagel                              | deutscher Lokalhistoriker                                                                                   | 64    |       |
| 7. April  | Sigmund Ruud                                  | norwegischer Skispringer                                                                                    | 86    |       |
| 7. April  | Johannes Suckow                               | deutscher Psychiater und Neurologe                                                                          | 98    |       |
| 7. April  | Agathe Uwilingiyimana                         | ruandische Politikerin                                                                                      | 40    |       |
| 8. April  | Irene Eisinger                                | deutsche Sängerin (Sopran)                                                                                  | 90    |       |
| 8. April  | Elisabeth Jaspersen                           | deutsche Porträt- und Landschaftsmalerin                                                                    | 93    |       |
| 08. April | Josef Neumann                                 | Schweizer Leichtathlet                                                                                      | 83    |       |
| 8. April  | Quddys Qoschamijarow                          | uigurischer, kasachischer, sowjetischer Komponist                                                           | 75    |       |
| 8. April  | Roman Seljak                                  | jugoslawischer Skilangläufer                                                                                | 59    |       |
| 8. April  | Paul Söllner                                  | deutscher Ruderer und Sportorganisator                                                                      | 82    |       |
| 8. April  | Josef Walla                                   | österreichischer Motorradrennfahrer                                                                         | 87    |       |
| 8. April  | Åke Wallenquist                               | schwedischer Astronom                                                                                       | 90    |       |
| 9. April  | Joachim Heuer                                 | deutscher Maler, ein Vertreter der Vergessenen Künstler                                                     | 93    |       |
| 9. April  | Marcel Ichac                                  | französischer Bergsteiger, Filmregisseur und Pionier des Bergfilms                                          | 87    |       |
| 9. April  | Hanns Krause                                  | deutscher Schriftsteller                                                                                    | 77    |       |
| 9. April  | Frieda Mager                                  | deutsche Hausfrau und Gerechte unter den Völkern                                                            | 81    |       |
| 9. April  | Mieczysław Maneli                             | polnischer Jurist und Diplomat                                                                              | 72    |       |
| 10. April | Walter Frodl                                  | deutsch-österreichischer Kunsthistoriker                                                                    | 85    |       |
| 10. April | Reinaldo Gorno                                | argentinischer Langstreckenläufer                                                                           | 75    |       |
| 10. April | Sam B. Hall                                   | US-amerikanischer Jurist und Politiker                                                                      | 70    |       |
| 10. April | Włodzimierz Mlak                              | polnischer Mathematiker                                                                                     | 62    |       |
| 10. April | John O’Brien                                  | US-amerikanischer Autor                                                                                     | 33    |       |
| 10. April | Frank V. Phillips                             | US-amerikanischer Kameramann                                                                                | 82    |       |
| 10. April | Ingeborg Steinohrt                            | deutsche Bildhauerin und Illustratorin                                                                      | 76    |       |
| 10. April | Alvin W. Vogtle                               | US-amerikanischer Industrieller                                                                             | 75    |       |
| 10. April | Heinz Wagner                                  | deutscher evangelischer Theologe                                                                            | 81    |       |
| 11. April | Sticks Evans                                  | amerikanischer Jazz- und R&B-Musiker (Schlagzeug, Arrangement)                                              | 71    |       |
| 12. April | Elissa Aalto                                  | finnische Architektin und Designerin                                                                        | 71    |       |
| 12. April | Clifford Abbott                               | neuseeländischer Komponist                                                                                  | 77    |       |
| 12. April | Heinrich Basedow der Jüngere                  | deutscher Blumen- und Naturmaler                                                                            | 98    |       |
| 12. April | Manfred Dambroth                              | deutscher Pflanzenbauwissenschaftler                                                                        | 58    |       |
| 12. April | Branko Mikulić                                | jugoslawischer Politiker                                                                                    | 65    |       |
| 12. April | Heinrich Richter-Brohm                        | deutscher Manager                                                                                           | 90    |       |
| 12. April | Fred R. Wilson                                | US-amerikanischer Tontechniker                                                                              |       |       |
| 13. April | Kurt Aland                                    | deutscher Theologe und Professor für Neutestamentliche Einleitungswissenschaft und Kirchengeschichte        | 79    |       |
| 13. April | Jørgen Buckhøj                                | dänischer Schauspieler                                                                                      | 59    |       |
| 13. April | Rudolf Hrušínský starší                       | deutsch-tschechischer Schauspieler                                                                          | 73    |       |
| 14. April | Bernt Engelmann                               | deutscher Schriftsteller und Journalist, inoffizieller Mitarbeiter der DDR-Staatssicherheit                 | 73    |       |
| 14. April | Samuel Selvon                                 | kanadischer Schriftsteller aus Trinidad                                                                     | 70    |       |
| 14. April | Hugh Springer                                 | barbadischer Generalgouverneur                                                                              | 80    |       |
| 14. April | Aleks Weber                                   | Schweizer Maler und Zeichner                                                                                | 33    |       |
| 15. April | John Curry                                    | britischer Eiskunstläufer                                                                                   | 44    |       |
| 15. April | Ernst Falk                                    | deutscher Politiker (FDP), MdL                                                                              | 79    |       |
| 15. April | Henri Guiter                                  | französischer Romanist, Katalanist und Schriftsteller                                                       | 84    |       |
| 15. April | Kristján frá Djúpalæk                         | isländischer Schriftsteller                                                                                 | 77    |       |
| 15. April | Dierk Puls                                    | schleswig-holsteinischer Autor, Germanist                                                                   | 80    |       |
| 16. April | Oscar Blando                                  | italienischer Schauspieler                                                                                  | 70    |       |
| 16. April | Ralph Ellison                                 | US-amerikanischer Autor                                                                                     | 80    |       |
| 16. April | Therese Körner                                | deutsche Kommunalpolitikerin (CDU)                                                                          | 92    |       |
| 16. April | Wolfgang Müller-Stoll                         | deutscher Botaniker und Universitätsprofessor                                                               | 84    |       |
| 16. April | Ron Vawter                                    | US-amerikanischer Filmschauspieler                                                                          | 45    |       |
| 17. April | Ludwig Borngässer                             | deutscher Mathematiker und Bibliothekar                                                                     | 87    |       |
| 17. April | Robert F. Legget                              | kanadischer Bauingenieur (Geotechnik) und Ingenieurgeologe                                                  | 89    |       |
| 18. April | Georges Hahn                                  | österreichisches Psychologe und Hochschullehrer                                                             | 80    |       |
| 18. April | Ken Oosterbroek                               | südafrikanischer Fotograf                                                                                   | 31    |       |
| 18. April | Pimp Daddy                                    | US-amerikanischer Rapper                                                                                    | 18    |       |
| 18. April | Wiktor Nikolajewitsch Popow                   | russischer Physiker                                                                                         | 56    |       |
| 18. April | Bill Rexford                                  | US-amerikanischer NASCAR-Rennfahrer und Meister                                                             | 67    |       |
| 18. April | Roger Sperry                                  | US-amerikanischer Neurobiologe                                                                              | 80    |       |
| 18. April | Anni Stolte                                   | deutsche Schwimmerin                                                                                        | 79    |       |
| 19. April | Michael Carreras                              | britischer Filmproduzent, Drehbuchautor, Regisseur und Studio-Manager                                       | 66    |       |
| 19. April | Gerhard Ludwig                                | deutscher Unternehmer                                                                                       | 84    |       |
| 19. April | Rolf Paetz                                    | deutscher Fußballspieler                                                                                    | 71    |       |
| 19. April | Jochen Ziem                                   | deutscher Schriftsteller                                                                                    | 62    |       |
| 20. April | Jean Carmet                                   | französischer Schauspieler                                                                                  | 73    |       |
| 20. April | Frederick Fortune                             | US-amerikanischer Bobfahrer                                                                                 | 73    |       |
| 20. April | Evamaria Kaiser                               | österreichische Rundfunkmoderatorin                                                                         | 67    |       |
| 20. April | Lothar Lahn                                   | deutscher Diplomat                                                                                          | 72    |       |
| 20. April | Georg Loibl                                   | deutscher Politiker (CSU), MdL                                                                              | 72    |       |
| 20. April | Claus Loof                                    | dänischer Kameramann                                                                                        | 54    |       |
| 21. April | Barry Fell                                    | britischer Zoologe                                                                                          | 76    |       |
| 21. April | Hermann Müller                                | deutscher Landwirt und Politiker (CDU)                                                                      | 91    |       |
| 21. April | Karl-Bernhard Sebon                           | deutscher Flötist                                                                                           | 59    |       |
| 21. April | Wilfried Skreiner                             | österreichischer Jurist und Kunsthistoriker                                                                 | 66    |       |
| 21. April | Curt von Stackelberg                          | deutscher Jurist                                                                                            | 83    |       |
| 22. April | Carl Creifelds                                | deutscher Jurist                                                                                            | 87    |       |
| 22. April | Joachim Liebscher                             | deutscher Bildhauer                                                                                         | 67    |       |
| 22. April | Richard Nixon                                 | US-amerikanischer Politiker, 37. Präsident der USA (1969–1974)                                              | 81    |       |
| 23. April | Lucho Bermúdez                                | kolumbianischer Komponist                                                                                   | 82    |       |
| 23. April | Franz Hitzel                                  | deutscher Architekt und Baubeamter                                                                          | 82    |       |
| 23. April | Adolf Kräutl                                  | österreichischer Gewerkschafter und Politiker (SPÖ), Abgeordneter zum Nationalrat, Mitglied des Bundesrates | 65    |       |
| 23. April | Heinz Minssen                                 | deutscher Künstler                                                                                          | 87    |       |
| 23. April | Flavio Mogherini                              | italienischer Szenen- und Kostümbildner und Filmregisseur                                                   | 72    |       |
| 23. April | Hildegard Wohlgemuth                          | deutsche Schriftstellerin                                                                                   | 77    |       |
| 24. April | Alighiero Boetti                              | italienischer Maler und Bildhauer                                                                           | 53    |       |
| 24. April | Jorge Gottau                                  | argentinischer Geistlicher, römisch-katholischer Bischof                                                    | 76    |       |
| 24. April | Wilhelm Haegert                               | deutscher Jurist und SA-Sturmbannführer                                                                     | 87    |       |
| 24. April | Margot Trooger                                | deutsche Schauspielerin                                                                                     | 70    |       |
| 25. April | David Langton                                 | britischer Schauspieler                                                                                     | 82    |       |
| 25. April | Roberto Scarone                               | uruguayischer Fußballspieler und -trainer                                                                   | 76    |       |
| 26. April | Maximilian von Edelsheim                      | deutscher Offizier und General der Panzertruppe im Zweiten Weltkrieg                                        | 96    |       |
| 26. April | John Joseph Mulcahy                           | US-amerikanischer Geistlicher, Weihbischof in Boston                                                        | 71    |       |
| 26. April | Ōyama Masutatsu                               | japanischer Karateka, Begründer des Kyokushin-Karate-Stiles                                                 | 70    |       |
| 26. April | Manuel Enríquez Salazar                       | mexikanischer Komponist, Geiger und Musikpädagoge                                                           | 67    |       |
| 26. April | Emil Schmid                                   | österreichischer Maler und Grafiker                                                                         | 81    |       |
| 27. April | Wolfgang Frankl                               | italienischer Architekt                                                                                     | 86    |       |
| 27. April | Lynne Frederick                               | britische Schauspielerin                                                                                    | 39    |       |
| 27. April | Basil Goulandris                              | griechischer Reeder und Kunstsammler                                                                        | 80    |       |
| 27. April | Edmund Richner                                | Schweizer Journalist, Redakteur und Politiker (FDP)                                                         | 93    |       |
| 28. April | Gerhard Lindemann                             | deutscher Offizier, zuletzt Generalmajor im Zweiten Weltkrieg                                               | 97    |       |
| 29. April | Marcel Bernard                                | französischer Tennisspieler                                                                                 | 79    |       |
| 29. April | Wilhelm Doden                                 | deutscher Ophthalmologe und Hochschullehrer                                                                 | 75    |       |
| 29. April | Ignacio F. Iquino                             | spanischer Regisseur, Drehbuchautor und Filmproduzent                                                       | 83    |       |
| 29. April | Russell Kirk                                  | US-amerikanischer politischer Theoretiker, Historiker und Sozialkritiker                                    | 75    |       |
| 29. April | Bill Quinn                                    | US-amerikanischer Schauspieler                                                                              | 81    |       |
| 30. April | Herbert Bowden                                | britischer Politiker (Labour), Mitglied des House of Commons                                                | 89    |       |
| 30. April | Chris A. Butler                               | US-amerikanischer Szenenbildner                                                                             | 41    |       |
| 30. April | George Constantin                             | rumänischer Schauspieler                                                                                    | 60    |       |
| 30. April | Frère Jérôme                                  | kanadischer Maler                                                                                           | 91    |       |
| 30. April | Gustav Adolf Lohse                            | deutscher Zahnarzt und Koleopterologe                                                                       | 83    |       |
| 30. April | Roland Ratzenberger                           | österreichischer Formel-1-Rennfahrer                                                                        | 33    |       |
| 30. April | Ferdinando Scarfiotti                         | italienischer Artdirector und Szenenbildner                                                                 | 53    |       |
| 30. April | Richard Scarry                                | US-amerikanischer Kinderbuchautor und Illustrator                                                           | 74    |       |
| 30. April | Erich Schwinge                                | deutscher Rechtswissenschaftler und Hochschullehrer                                                         | 91    |       |
| 30. April | Rosemarie Veltins                             | deutsche Unternehmerin                                                                                      | 56    |       |
| April     | Reinhart Herzog                               | deutscher Altphilologe                                                                                      | 52    |       |
| April     | Margot Walter                                 | deutsche Schauspielerin                                                                                     | 90    |       |

## Mai
| Tag     | Name                                 | Beruf, bekannt als                                                                                | Alter | Beleg |
| ------- | ------------------------------------ | ------------------------------------------------------------------------------------------------- | ----- | ----- |
| 1. Mai  | Kurt Conrad                          | österreichischer Hausforscher und Museumsleiter                                                   | 74    |       |
| 1. Mai  | Leopold Krafft von Dellmensingen     | deutscher Diplomat                                                                                | 86    |       |
| 1. Mai  | Peter Paul Ochs                      | deutsch-kanadischer Maler und Bildhauer                                                           |       |       |
| 1. Mai  | Ayrton Senna                         | brasilianischer Formel-1-Rennfahrer und dreifacher Formel-1-Weltmeister                           | 34    |       |
| 1. Mai  | Arnold Strippel                      | deutscher SS-Obersturmführer und KZ-Verbrecher                                                    | 82    |       |
| 2. Mai  | Louis Calaferte                      | französischer Schriftsteller                                                                      | 65    |       |
| 2. Mai  | Heinz Frowein                        | deutscher Politiker (CDU), Oberbürgermeister der Stadt Wuppertal                                  | 88    |       |
| 2. Mai  | Martin Haushofer                     | deutscher Politiker (CSU), MdL                                                                    | 58    |       |
| 2. Mai  | Manfred Kersch                       | deutscher Leichtathlet und Olympiateilnehmer                                                      | 80    |       |
| 2. Mai  | Eric Sharp, Baron Sharp of Grimsdyke | britischer Politiker und Mitglied des Oberhauses                                                  | 77    |       |
| 3. Mai  | Fritz Belleville                     | deutscher politischer Aktivist                                                                    | 90    |       |
| 3. Mai  | William Dickey                       | US-amerikanischer Autor, Dichter und Hochschullehrer                                              | 65    |       |
| 3. Mai  | Hermann Mathias Görgen               | deutscher Politiker (CVU, CSU), MdB                                                               | 85    |       |
| 4. Mai  | Andrei Wassiljewitsch Abramow        | sowjetischer Boxer                                                                                | 58    |       |
| 4. Mai  | Philippe Arnal                       | französischer Regisseur                                                                           | 51    |       |
| 4. Mai  | Lloyd Ellis                          | US-amerikanischer Jazzmusiker und Komponist                                                       | 74    |       |
| 4. Mai  | Per Engdahl                          | schwedischer nationalistischer Korporativist                                                      | 85    |       |
| 4. Mai  | Heinz Errelis                        | deutscher SS-Hauptsturmführer                                                                     | 81    |       |
| 4. Mai  | Heinrich Homann                      | deutscher Politiker (NDPD), MdV                                                                   | 83    |       |
| 4. Mai  | Gerd Münzberg                        | deutscher Jurist und Komponist                                                                    | 91    |       |
| 4. Mai  | Edwin Rausch                         | deutscher Psychologe                                                                              | 88    |       |
| 5. Mai  | Bernard Dort                         | französischer Romanist und Theaterwissenschaftler                                                 | 64    |       |
| 6. Mai  | Haskell Sadler                       | US-amerikanischer Bluessänger, Songwriter und Gitarrist                                           | 59    |       |
| 6. Mai  | Fred Sadoff                          | US-amerikanischer Schauspieler                                                                    | 67    |       |
| 7. Mai  | Chaim Bar-Lew                        | israelischer Generalstabschef                                                                     | 69    |       |
| 7. Mai  | Walter Bechtler                      | Schweizer Unternehmer und Kunstsammler                                                            | 89    |       |
| 7. Mai  | Denis van Berchem                    | Schweizer Althistoriker                                                                           | 85    |       |
| 7. Mai  | Ursula Dethleffs                     | deutsche Künstlerin                                                                               | 60    |       |
| 7. Mai  | Emanuel Goldberger                   | US-amerikanischer Kardiologe                                                                      | 81    |       |
| 7. Mai  | Clement Greenberg                    | US-amerikanischer Kunstkritiker                                                                   | 85    |       |
| 7. Mai  | Aharon Jariv                         | israelischer Politiker und General                                                                | 73    |       |
| 7. Mai  | Mpinga Kasenda                       | kongolesischer Premierminister                                                                    | 56    |       |
| 7. Mai  | Rudolf Schlichtinger                 | deutscher Politiker (SPD), MdL, Oberbürgermeister von Regensburg                                  | 79    |       |
| 7. Mai  | Hans Dieter Schwarze                 | deutscher Schriftsteller, Schauspieler und Fernseh-Regisseur                                      | 67    |       |
| 7. Mai  | Hubert Wagner                        | deutscher Politiker (SPD), MdL                                                                    | 94    |       |
| 8. Mai  | Adriano Micantoni                    | italienischer Schauspieler und Drehbuchautor                                                      | 73    |       |
| 8. Mai  | George Peppard                       | US-amerikanischer Schauspieler                                                                    | 65    |       |
| 8. Mai  | Heinz Reuter                         | österreichischer Metorologe                                                                       | 80    |       |
| 8. Mai  | Lucas Thandokwazi Sithole            | Bildhauer in Südafrika                                                                            | 62    |       |
| 9. Mai  | Anni Albers                          | deutsch-amerikanische Textilkünstlerin, Weberin und Grafikerin                                    | 94    |       |
| 9. Mai  | Reinhold Escher                      | deutscher Grafiker und Illustrator                                                                | 89    |       |
| 9. Mai  | Sybren Ruurds de Groot               | niederländischer Physiker                                                                         | 78    |       |
| 9. Mai  | Heinz-Werner Meyer                   | deutscher Gewerkschafter und Politiker (SPD), MdL, MdB                                            | 61    |       |
| 9. Mai  | Elias Motsoaledi                     | südafrikanischer Anti-Apartheid-Aktivist                                                          | 69    |       |
| 9. Mai  | Hans Murawski                        | deutscher Geologe                                                                                 | 79    |       |
| 9. Mai  | Miroslav Putna                       | tschechischer Architekt                                                                           | 89    |       |
| 9. Mai  | Ernest K. Warburton                  | US-amerikanischer Physiker                                                                        | 66    |       |
| 10. Mai | John Wayne Gacy                      | US-amerikanischer Serienmörder                                                                    | 52    |       |
| 10. Mai | Charles L. Lootens                   | US-amerikanischer Tontechniker und Filmtechnikpionier                                             | 93    |       |
| 10. Mai | Lucebert                             | niederländischer Maler, Grafiker, Lyriker und Schriftsteller                                      | 69    |       |
| 11. Mai | Timothy Carey                        | US-amerikanischer Schauspieler und Regisseur                                                      | 65    |       |
| 11. Mai | Walter Hedeler                       | deutscher Politiker (KPD/SED) und Redakteur                                                       | 82    |       |
| 11. Mai | Manfred Pahl                         | deutscher Maler, Zeichner und Grafiker                                                            | 94    |       |
| 11. Mai | Romano Puppo                         | italienischer Schauspieler                                                                        | 61    |       |
| 12. Mai | Alfred Beit, 2. Baronet              | britischer Politiker, Mitglied des House of Commons, Kunstsammler und Philanthrop                 | 91    |       |
| 12. Mai | Eric Benjamin                        | indischer Geistlicher, Bischof von Darjeeling                                                     | 73    |       |
| 12. Mai | Mikuláš Dušek                        | slowakischer Prähistoriker                                                                        | 80    |       |
| 12. Mai | Erik H. Erikson                      | deutsch-amerikanischer Psychologe und Psychoanalytiker                                            | 91    |       |
| 12. Mai | Torsten Gebhard                      | deutscher Volkskundler, Kunsthistoriker und Denkmalpfleger                                        | 85    |       |
| 12. Mai | Roy Plunkett                         | US-amerikanischer Chemiker, Entdecker des Teflon                                                  | 83    |       |
| 12. Mai | Georges Schwartz                     | französischer Autorennfahrer                                                                      | 83    |       |
| 12. Mai | John Smith                           | britischer Politiker, Mitglied des House of Commons                                               | 55    |       |
| 13. Mai | Wladimir Sergejewitsch Antoschin     | sowjetischer Schachgroßmeister                                                                    | 64    |       |
| 13. Mai | Robert Berlakovich                   | österreichischer Politiker (CS), Landtagsabgeordneter                                             | 93    |       |
| 13. Mai | Alexander Sergejewitsch Dodonow      | sowjetischer Pilot                                                                                | 86    |       |
| 13. Mai | Duncan Hamilton                      | britischer Formel-1-Rennfahrer                                                                    | 74    |       |
| 13. Mai | Henry Jessen                         | dänischer Schauspieler                                                                            | 75    |       |
| 13. Mai | Rosemarie Küssner                    | deutsche Animatorin                                                                               | 72    |       |
| 13. Mai | John Swainson                        | US-amerikanischer Jurist und Politiker                                                            | 68    |       |
| 14. Mai | Cihat Arman                          | türkischer Fußballspieler und -trainer                                                            | 76    |       |
| 14. Mai | Helmuth Bott                         | deutscher Manager, Vorstand im Unternehmen Porsche                                                | 68    |       |
| 14. Mai | W. Graham Claytor                    | US-amerikanischer Marinestaatssekretär und Manager                                                | 82    |       |
| 14. Mai | Ramón de Garciasol                   | spanischer Schriftsteller und Essayist                                                            | 80    |       |
| 14. Mai | Heinz Ockermüller                    | österreichischer Bühnenbildner und Filmarchitekt                                                  | 73    |       |
| 14. Mai | Ernst Thomas Maria Reimbold          | deutscher Bildhauer, Religionswissenschaftler und Symbolforscher                                  | 87    |       |
| 14. Mai | Ernest M. Wolf                       | US-amerikanischer Germanist und Romanist                                                          | 85    |       |
| 15. Mai | Dave Albritton                       | US-amerikanischer Hochspringer                                                                    | 81    |       |
| 15. Mai | Theodor Benecke                      | deutscher Physiker                                                                                | 82    |       |
| 15. Mai | Leonard Carpenter                    | US-amerikanischer Ruderer                                                                         | 91    |       |
| 15. Mai | Royal Dano                           | US-amerikanischer Schauspieler                                                                    | 71    |       |
| 15. Mai | Oskar Heil                           | deutscher Physiker                                                                                | 86    |       |
| 15. Mai | Sherman Landers                      | US-amerikanischer Leichtathlet                                                                    | 96    |       |
| 15. Mai | Habib Moctar                         | nigrischer Politiker                                                                              | 43    |       |
| 15. Mai | Gilbert Roland                       | US-amerikanischer Filmschauspieler                                                                | 88    |       |
| 15. Mai | Robert T. Secrest                    | US-amerikanischer Politiker                                                                       | 90    |       |
| 15. Mai | Heinz Vogel                          | deutscher Sportjournalist                                                                         | 71    |       |
| 16. Mai | Alain Cuny                           | französischer Schauspieler                                                                        | 85    |       |
| 16. Mai | Boris Wladimirowitsch Derjagin       | russischer Chemiker und Physiker                                                                  | 91    |       |
| 16. Mai | Zdeňka Honsová                       | tschechische Kunstturnerin                                                                        | 66    |       |
| 16. Mai | Alfred Nier                          | US-amerikanischer Physiker                                                                        | 82    |       |
| 16. Mai | Baschir Iskandarowitsch Ramejew      | sowjetischer Computerpionier                                                                      | 76    |       |
| 16. Mai | Paul Shulman                         | amerikanischer und israelischer Marineoffizier, zweiter Befehlshaber der israelischen Marine      |       |       |
| 17. Mai | Karola Fettweis                      | deutsche Juristin und Rechtsanwältin                                                              | 84    |       |
| 17. Mai | Nicolás Gómez Dávila                 | kolumbianischer Philosoph                                                                         | 80    |       |
| 17. Mai | Étienne Hirsch                       | französischer Politiker                                                                           | 93    |       |
| 17. Mai | Gottfried Mauersberger               | deutscher Ornithologe                                                                             | 62    |       |
| 17. Mai | Vladimír Podzimek                    | tschechoslowakischer Skispringer                                                                  | 29    |       |
| 17. Mai | Gerardo Reichel-Dolmatoff            | österreichisch-kolumbianischer Anthropologe bei den Tokanoan-Stämmen im West-Amazonas             | 82    |       |
| 17. Mai | Walter Roth                          | deutscher Gewerkschafter und Senator (Bayern)                                                     | 71    |       |
| 17. Mai | Werner Schwarz                       | Schweizer Künstler                                                                                | 75    |       |
| 18. Mai | Andrij Bobyr                         | ukrainischer Banduraspieler, Sänger, Dirigent und Musikpädagoge                                   | 78    |       |
| 19. Mai | Joseph Chatt                         | britischer Chemiker                                                                               | 79    |       |
| 19. Mai | Jacques Ellul                        | französischer Soziologe und Theologe                                                              | 82    |       |
| 19. Mai | Jacqueline Kennedy Onassis           | US-amerikanische Journalistin, First Lady, Reedersgattin und Lektorin                             | 64    |       |
| 19. Mai | Alexander Menningen                  | deutscher Pater und Theologe                                                                      | 93    |       |
| 19. Mai | Luis Ocaña Pernía                    | spanischer Radrennfahrer                                                                          | 48    |       |
| 19. Mai | Arthur Schramm                       | deutscher Volksdichter, Erfinder und umstrittenes erzgebirgisches Original                        | 98    |       |
| 20. Mai | Gérard Gustin                        | französischer Jazz- und Unterhaltungsmusiker (Piano, Arrangement, Komposition, Orchesterleitung)  | 64    |       |
| 20. Mai | Jürgen Julier                        | deutscher Kunsthistoriker und Schlösserdirektor                                                   | 51    |       |
| 20. Mai | Edwin Richard Lielienthal            | deutscher Politiker (SPD), MdL                                                                    | 84    |       |
| 20. Mai | Martino Matronola                    | italienischer Geistlicher, Abt von Monte Cassino                                                  | 90    |       |
| 20. Mai | Jiří Sobotka                         | tschechischer Fußballspieler und -trainer                                                         | 82    |       |
| 20. Mai | Ludwig Volkholz                      | deutscher Politiker (BP, CBV), MdL Bayern, MdB                                                    | 75    |       |
| 21. Mai | Robert Geher                         | österreichischer Soziologe                                                                        | 30    |       |
| 21. Mai | Giovanni Goria                       | italienischer Politiker, MdEP und Ministerpräsident (Juli 1987 bis März 1988)                     | 50    |       |
| 21. Mai | Hartmut Krukemeyer                   | deutscher Mediziner und Unternehmer                                                               | 69    |       |
| 21. Mai | Ralph Miliband                       | britischer marxistischer Staatswissenschaftler                                                    | 70    |       |
| 21. Mai | Elisabeth Oestreich                  | deutsche Mittelstreckenläuferin                                                                   | 84    |       |
| 21. Mai | Ștefan Tapalagă                      | rumänischer Schauspieler                                                                          | 61    |       |
| 22. Mai | Catherine Helen Berndt               | australische Ethnologin                                                                           | 76    |       |
| 22. Mai | Helmut Dudek                         | polnischer Fußballspieler                                                                         | 36    |       |
| 22. Mai | Kolec Kraja                          | albanischer Fußballspieler                                                                        | 60    |       |
| 22. Mai | Gerhard Krüger                       | deutscher Partei- und Studentenfunktionär in der Zeit des Nationalsozialismus                     | 85    |       |
| 22. Mai | MiTacq                               | belgischer Comiczeichner                                                                          | 66    |       |
| 22. Mai | Norman Read                          | neuseeländischer Leichtathlet und Olympiasieger                                                   | 62    |       |
| 23. Mai | Radie Britain                        | US-amerikanische Komponistin                                                                      | 95    |       |
| 23. Mai | Amiya Dasgupta                       | indischer Sitar- und Surbaharspieler, Komponist und Musikpädagoge                                 | 69    |       |
| 23. Mai | Alfredo Fraile                       | spanischer Kameramann, Filmproduzent und Regisseur                                                | 82    |       |
| 23. Mai | George de Godzinsky                  | finnischer Komponist, Dirigent und Pianist                                                        | 79    |       |
| 23. Mai | Olav H. Hauge                        | norwegischer Lyriker und Übersetzer                                                               | 85    |       |
| 23. Mai | Cornelius Keller                     | deutscher Chemiker                                                                                | 62    |       |
| 23. Mai | Joe Pass                             | amerikanischer Jazzgitarrist                                                                      | 65    |       |
| 23. Mai | Walter Schöler                       | deutsch-österreichischer Unterrichtswissenschaftler                                               | 65    |       |
| 23. Mai | Joan Vickers, Baroness Vickers       | britische Politikerin (National Liberal Party, Conservative Party), Mitglied des House of Commons | 86    |       |
| 24. Mai | Peter Haungs                         | deutscher Politikwissenschaftler                                                                  | 55    |       |
| 24. Mai | Julien Hébert                        | franco-kanadischer Industriedesigner                                                              | 76    |       |
| 24. Mai | Konrad Kölbl                         | deutscher Schriftsteller und Verleger                                                             | 81    |       |
| 24. Mai | Hans Moltkau                         | deutscher Dirigent und Komponist                                                                  | 82    |       |
| 24. Mai | John Wain                            | englischer Schriftsteller                                                                         | 69    |       |
| 25. Mai | Joe Brainard                         | US-amerikanischer Künstler und Autor                                                              | 53    |       |
| 25. Mai | Willi Eichhorn                       | deutscher Ruderer                                                                                 | 85    |       |
| 25. Mai | Eric Gale                            | amerikanischer Jazz- und Sessiongitarrist                                                         | 55    |       |
| 25. Mai | Rolf Hinz                            | deutscher Entomologe                                                                              | 78    |       |
| 25. Mai | Władysław Jędruszuk                  | polnischer Geistlicher, Bischof von Drohiczyn                                                     | 75    |       |
| 25. Mai | John Mackie, Baron John-Mackie       | britischer Politiker (Labour), Mitglied des House of Commons und Life Peer                        | 84    |       |
| 25. Mai | Robert Planel                        | französischer Komponist                                                                           | 86    |       |
| 25. Mai | Sonny Sharrock                       | US-amerikanischer Jazz-Gitarrist                                                                  | 53    |       |
| 25. Mai | Hanne Wilfert                        | deutscher Jazzmusiker                                                                             | 73    |       |
| 26. Mai | George Wildman Ball                  | US-amerikanischer Jurist, Politiker und Diplomat                                                  | 84    |       |
| 26. Mai | Werner Bauer                         | deutscher Kinder- und Jugendbuchautor                                                             | 69    |       |
| 26. Mai | Gil Fuller                           | US-amerikanischer Jazzarrangeur                                                                   | 74    |       |
| 26. Mai | Wilhelm Gfrörer                      | deutscher Jurist, Landrat des Landkreises Tübingen (1973–1989)                                    | 68    |       |
| 26. Mai | Jules Keignaert                      | französischer Wasserballspieler                                                                   | 86    |       |
| 26. Mai | Norberto Menéndez                    | argentinischer Fußballspieler                                                                     | 57    |       |
| 27. Mai | Edith Auerbach                       | deutsche Malerin                                                                                  | 95    |       |
| 27. Mai | Klaus Beckmann                       | deutscher Politiker (FDP), MdB                                                                    | 49    |       |
| 27. Mai | Gerald Binke                         | deutscher Tänzer                                                                                  | 38    |       |
| 27. Mai | Guy Thomas Buswell                   | US-amerikanischer Psychologe                                                                      | 103   |       |
| 27. Mai | Mary Virginia Carey                  | US-amerikanische Schriftstellerin                                                                 | 69    |       |
| 27. Mai | Sylvie Gaudin                        | französische Malerin und Glasmalerin                                                              | 43    |       |
| 27. Mai | Theodore W. Parker                   | US-amerikanischer Offizier, General der US-Army                                                   | 85    |       |
| 27. Mai | Peter Martin                         | deutscher Biologe und Professor für Pflanzenschutz.                                               | 66    |       |
| 27. Mai | Werner Reich                         | Schweizer Politiker (FDP und Republikanische Bewegung)                                            | 76    |       |
| 27. Mai | Red Rodney                           | US-amerikanischer Jazztrompeter                                                                   | 66    |       |
| 27. Mai | Herbert Otto Roth                    | österreichisch-neuseeländischer Sozialist, Bibliothekar und Historiker                            | 76    |       |
| 27. Mai | Werner Schützler                     | deutscher Politiker (KPD), MdL                                                                    | 91    |       |
| 27. Mai | Wolfgang Speiser                     | österreichischer Erwachsenenbildner                                                               | 84    |       |
| 28. Mai | Julius Boros                         | ungarisch-US-amerikanischer Berufsgolfspieler                                                     | 74    |       |
| 28. Mai | Daniel J. Flood                      | US-amerikanischer Politiker                                                                       | 90    |       |
| 28. Mai | Max Walter Svanberg                  | schwedischer Maler und Grafiker                                                                   | 82    |       |
| 28. Mai | Eduard Waetjen                       | deutscher Jurist und Widerstandskämpfer des 20. Juli 1944                                         | 86    |       |
| 28. Mai | Kurt Wehrle                          | Schweizer Historiker                                                                              | 56    |       |
| 29. Mai | Román Acevedo Rojas                  | mexikanischer Geistlicher, Weihbischof in Morelia                                                 | 86    |       |
| 29. Mai | Dietrich Aigner                      | deutscher Historiker und Bibliothekar                                                             | 64    |       |
| 29. Mai | Erich Honecker                       | deutscher Politiker (SED), MdV, SED-Generalsekretär und Staatsratsvorsitzender der DDR            | 81    |       |
| 29. Mai | Oliver Jackson                       | US-amerikanischer Jazzmusiker                                                                     | 61    |       |
| 29. Mai | Joseph Janni                         | britischer Filmproduzent und Drehbuchautor italienischer Herkunft                                 | 78    |       |
| 29. Mai | Harry Levin                          | US-amerikanischer Literaturwissenschaftler und -kritiker                                          | 81    |       |
| 29. Mai | May Abel Smith                       | britisches Mitglied der Königsfamilie                                                             | 88    |       |
| 29. Mai | Eike-Meinrad Winkler                 | österreichischer Anthropologe                                                                     | 45    |       |
| 30. Mai | Ezra Taft Benson                     | 13. Präsident der Kirche Jesu Christi der Heiligen der Letzten Tage                               | 94    |       |
| 30. Mai | Marcel Bich                          | französischer Industrieller und Segler                                                            | 79    |       |
| 30. Mai | Agostino Di Bartolomei               | italienischer Fußballspieler                                                                      | 39    |       |
| 30. Mai | Gottfried Kramer                     | deutscher Schauspieler, Synchronsprecher und Akteur in vielen Hörspielen                          | 68    |       |
| 30. Mai | Juan Carlos Onetti                   | uruguayischer Schriftsteller                                                                      | 84    |       |
| 30. Mai | Nina Popowa                          | sowjetische bzw. russische Parteifunktionärin und Politikerin                                     | 86    |       |
| 30. Mai | Pavle Savić                          | serbischer Chemiker und Physiker                                                                  | 85    |       |
| 30. Mai | Philipp Schmitt                      | deutscher Redakteur und Politiker (BVP, CSU), MdL Bayern                                          | 84    |       |
| 30. Mai | Ruth Wenger                          | Schweizer Sängerin, Ehefrau von Hermann Hesse und später Erich Haußmann                           | 96    |       |
| 30. Mai | Elisabeth Wetzel                     | deutsche Widerstandskämpferin                                                                     | 86    |       |
| 31. Mai | Mbaye Diagne                         | senegalesischer Offizier                                                                          | 36    |       |
| 31. Mai | Walther Diehl                        | deutscher Schriftsteller, Journalist, Schauspieler                                                | 74    |       |
| 31. Mai | Sidney Gilliat                       | britischer Drehbuchautor, Filmregisseur und Produzent                                             | 86    |       |
| 31. Mai | Manny Klein                          | US-amerikanischer Jazz-Trompeter                                                                  | 86    |       |
| 31. Mai | Samta Prasad                         | indischer Tablaspieler                                                                            | 72    |       |
| Mai     | Fernand Isselé                       | belgischer Wasserballspieler                                                                      | 79    |       |
| Mai     | Slobodan Topalović                   | serbischer Fußballspieler                                                                         | 41    |       |

## Juni
| Tag      | Name                                             | Beruf, bekannt als                                                                                       | Alter | Beleg |
| -------- | ------------------------------------------------ | --- | ----- | ----- |
| 1. Juni  | David Fairbairn                                  | australischer Politiker und Diplomat                                                                     | 77    |       |
| 2. Juni  | Herrlee Creel                                    | US-amerikanischer Orientalist                                                                            | 89    |       |
| 2. Juni  | Odd Dahl                                         | norwegischer Physiker                                                                                    | 95    |       |
| 2. Juni  | Friedrich Greve                                  | deutscher Politiker (CDU), MdL                                                                           | 87    |       |
| 2. Juni  | Ole Hegge                                        | norwegischer Skilangläufer                                                                               | 95    |       |
| 2. Juni  | Fernand Rau                                      | luxemburgischer Ökonom und Politiker (CSV, ADR), Mitglied der Chambre                                    | 53    |       |
| 2. Juni  | Walter Selb                                      | deutscher Jurist, Rechtshistoriker, Romanist, Orientalist                                                | 65    |       |
| 2. Juni  | David Stove                                      | australischer Philosoph                                                                                  | 66    |       |
| 3. Juni  | Stuart Yarworth Blanch                           | britischer Geistlicher, Erzbischof von York                                                              | 76    |       |
| 3. Juni  | Wilhelm Kregel                                   | deutscher Jurist und Sportfunktionär                                                                     | 85    |       |
| 3. Juni  | Pablo Muñoz Vega                                 | ecuadorianischer Ordensgeistlicher, Erzbischof von Quito, Kardinal                                       | 91    |       |
| 3. Juni  | Pavol Strauss                                    | slowakischer Arzt, Philosoph, Prosaist, Essayist und Übersetzer                                          | 81    |       |
| 4. Juni  | Celestin Bezmalinović                            | jugoslawischer Geistlicher, Bischof von Hvar                                                             | 82    |       |
| 4. Juni  | Roberto Burle Marx                               | brasilianischer Landschaftsarchitekt                                                                     | 84    |       |
| 4. Juni  | Zeke Clements                                    | US-amerikanischer Country-Musiker, Schauspieler und Song-Schreiber                                       | 82    |       |
| 4. Juni  | Jean Daetwyler                                   | Schweizer Dirigent und Komponist                                                                         | 87    |       |
| 4. Juni  | Bill Hoffman                                     | US-amerikanischer American-Football-Spieler                                                              | 92    |       |
| 4. Juni  | Paul Kratz                                       | deutscher Gewerkschafter und Politiker (SPD), MdB                                                        | 73    |       |
| 4. Juni  | Stephen McNally                                  | US-amerikanischer Schauspieler                                                                           | 82    |       |
| 4. Juni  | Dirk Nawrocki                                    | deutscher Schauspieler                                                                                   | 36    |       |
| 4. Juni  | Jens Rohwer                                      | deutscher Komponist und Musikwissenschaftler                                                             | 79    |       |
| 4. Juni  | Peter Thorneycroft, Baron Thorneycroft of Dunton | britischer Politiker, Mitglied des House of Commons                                                      | 84    |       |
| 4. Juni  | Massimo Troisi                                   | italienischer Schauspieler, Regisseur und Autor                                                          | 41    |       |
| 4. Juni  | Earle Warren                                     | US-amerikanischer Jazzmusiker                                                                            | 79    |       |
| 5. Juni  | Albert M. Cole                                   | US-amerikanischer Politiker                                                                              | 92    |       |
| 5. Juni  | Karl Eßer                                        | deutscher Politiker (CDU)                                                                                | 64    |       |
| 5. Juni  | Jean-Marie Maury                                 | französischer Geistlicher                                                                                | 87    |       |
| 6. Juni  | Johai Ben-Nun                                    | israelischer General                                                                                     | 69    |       |
| 6. Juni  | Walter Fritz                                     | österreichischer Politiker (ÖVP), Landtagsabgeordneter zum Vorarlberger Landtag                          | 72    |       |
| 6. Juni  | Karl Schön                                       | deutscher Politiker                                                                                      | 70    |       |
| 6. Juni  | Barry Sullivan                                   | US-amerikanischer Schauspieler                                                                           | 81    |       |
| 6. Juni  | Helmut Wolf                                      | deutscher Geodät und Hochschullehrer                                                                     | 84    |       |
| 7. Juni  | Peter Jones                                      | neuseeländischer Rugby-Union-Spieler                                                                     | 62    |       |
| 7. Juni  | Gertrude Ross Marks                              | US-amerikanische Theater- und Filmproduzentin                                                            | 78    |       |
| 7. Juni  | Dennis Potter                                    | britischer Schriftsteller und Drehbuchautor                                                              | 59    |       |
| 7. Juni  | Boutros Raï                                      | syrischer Erzbischof                                                                                     | 71    |       |
| 8. Juni  | Fritz Gaiser                                     | deutscher Skilangläufer                                                                                  | 87    |       |
| 8. Juni  | Franz Grobben                                    | deutscher Politiker (CDU), Regierungspräsident von Köln                                                  | 90    |       |
| 8. Juni  | Rudolf Katscher                                  | österreichischer Drehbuchautor und Filmregisseur                                                         | 90    |       |
| 8. Juni  | Ernest Strobino                                  | Schweizer Radsportler                                                                                    | 90    |       |
| 9. Juni  | Helmut Frauscher                                 | österreichischer Kaufmann und Politiker (ÖVP), Abgeordneter zum Nationalrat, Mitglied des Bundesrates    | 60    |       |
| 9. Juni  | Mary Maxwell Gates                               | US-amerikanische Geschäftsfrau und Vorstandsmitglied; Mutter von Microsoft-Mitgründer Bill Gates         | 64    |       |
| 9. Juni  | Franz Katzengruber                               | österreichischer Politiker (SPÖ), Landtagsabgeordneter, Abgeordneter zum Nationalrat                     | 92    |       |
| 9. Juni  | Lynn Loomis                                      | US-amerikanischer Mathematiker                                                                           | 79    |       |
| 9. Juni  | Gianna Perea-Labia                               | italienische Opernsängerin (Sopran) und Gesangspädagogin                                                 | 86    |       |
| 9. Juni  | Adolf Riege                                      | deutscher evangelischer Theologe                                                                         | 88    |       |
| 9. Juni  | Jan Tinbergen                                    | niederländischer Mathematiker und Wirtschaftswissenschaftler                                             | 91    |       |
| 10. Juni | Robin Leonard Bidwell                            | britischer Orientalist                                                                                   | 66    |       |
| 10. Juni | Warren Johansson                                 | US-amerikanischer Autor                                                                                  | 60    |       |
| 10. Juni | Ewald Katzschmann                                | deutscher Chemiker                                                                                       | 81    |       |
| 10. Juni | Edward Kienholz                                  | amerikanischer Objekt- und Konzeptkünstler                                                               | 66    |       |
| 10. Juni | Hans Lechner                                     | österreichischer Politiker                                                                               | 80    |       |
| 10. Juni | Thorkil Ry Andersen                              | dänischer Architekt und Maler                                                                            | 81    |       |
| 10. Juni | Earl Strom                                       | US-amerikanischer Basketballschiedsrichter                                                               | 66    |       |
| 10. Juni | Noël Van Tyghem                                  | belgischer Radrennfahrer                                                                                 | 46    |       |
| 11. Juni | Albert Biermann                                  | deutscher Kommunalpolitiker                                                                              | 90    |       |
| 11. Juni | Gyula Horgos                                     | ungarischer kommunistischer Politiker                                                                    | 73    |       |
| 11. Juni | Katharina Müller                                 | deutsche Nonne                                                                                           | 91    |       |
| 11. Juni | Joseph Rozier                                    | französischer Bischof                                                                                    | 70    |       |
| 11. Juni | Georg Strecker                                   | deutscher Neutestamentler                                                                                | 65    |       |
| 11. Juni | Giovanni Turba                                   | italienischer Sprinter                                                                                   | 88    |       |
| 12. Juni | Nicole Brown Simpson                             | US-amerikanisches Mordopfer, Exfrau von O. J. Simpson                                                    | 35    |       |
| 12. Juni | Christopher Collins                              | US-amerikanischer Filmschauspieler und Stand-Up-Komiker                                                  | 44    |       |
| 12. Juni | Ronald Goldman                                   | US-amerikanischer Kellner                                                                                | 25    |       |
| 12. Juni | Heinz C. Hoppe                                   | deutscher Industriemanager                                                                               | 77    |       |
| 12. Juni | Eva Lippold                                      | deutsche Schriftstellerin und Widerstandskämpferin                                                       | 85    |       |
| 12. Juni | Wilhelm Neusser                                  | österreichischer Politiker (ÖVP), Landtagsabgeordneter                                                   | 69    |       |
| 12. Juni | Menachem Mendel Schneerson                       | Oberrabbiner der Lubawitscher                                                                            | 92    |       |
| 12. Juni | William Elgin Swinton                            | britischer Paläontologe                                                                                  | 93    |       |
| 13. Juni | Charles Beckwith                                 | US-amerikanischer Soldat der US Army und Vietnamveteran und Gründer der US-Spezialeinheit Delta Force    | 65    |       |
| 13. Juni | Nadia Gray                                       | österreichische Schauspielerin                                                                           | 70    |       |
| 13. Juni | Peter R. Hofstätter                              | österreichischer Sozialpsychologe                                                                        | 80    |       |
| 13. Juni | Sieghard Pohl                                    | deutscher Maler, Grafiker und Publizist                                                                  | 68    |       |
| 13. Juni | James B. Pollack                                 | US-amerikanischer Astrophysiker und Planetologe                                                          | 55    |       |
| 13. Juni | Karl Veit Riedel                                 | deutscher Volkskundler und Theaterwissenschaftler                                                        | 62    |       |
| 13. Juni | Kurt Seeberger                                   | deutscher Journalist und Schriftsteller                                                                  | 81    |       |
| 13. Juni | Johnnie Strickland                               | US-amerikanischer Rockabilly- und Rock'n'Roll-Musiker                                                    | 58    |       |
| 13. Juni | Michael Zimmermann                               | deutscher Musikwissenschaftler                                                                           | 53    |       |
| 14. Juni | Joseph Blank                                     | deutscher Verwaltungsbeamter und Politiker (CDU), MdL                                                    | 81    |       |
| 14. Juni | Emil Göing                                       | deutscher Basketballspieler und -funktionär                                                              | 82    |       |
| 14. Juni | Liselotte Grschebina                             | israelisch-deutsche Fotografin                                                                           | 86    |       |
| 14. Juni | Denys Hay                                        | britischer Historiker                                                                                    | 78    |       |
| 14. Juni | Thomas J. Lane                                   | US-amerikanischer Politiker                                                                              | 95    |       |
| 14. Juni | Henry Mancini                                    | US-amerikanischer Komponist                                                                              | 70    |       |
| 14. Juni | Dietrich Wilhelm von Menges                      | deutscher Industrieller und Vorstandsvorsitzender der Gutehoffnungshütte                                 | 84    |       |
| 14. Juni | Marcel Mouloudji                                 | französischer Schauspieler und Chansonnier                                                               | 71    |       |
| 14. Juni | Herbert Moulton                                  | US-amerikanischer Filmproduzent, Regisseur, Drehbuchautor und Schauspieler                               | 71    |       |
| 14. Juni | Werner Walz                                      | deutscher Autor                                                                                          | 83    |       |
| 15. Juni | Karl-Theodor Braun                               | deutscher Schiffbauingenieur und Hochschullehrer                                                         | 85    |       |
| 15. Juni | Clara Colosimo                                   | italienische Schauspielerin                                                                              | 72    |       |
| 15. Juni | Max Gassner                                      | liechtensteinischer Skirennläufer                                                                        | 67    |       |
| 15. Juni | William Goodsir-Cullen                           | indischer Hockeyspieler                                                                                  | 87    |       |
| 15. Juni | Manos Hadjidakis                                 | griechischer Komponist                                                                                   | 68    |       |
| 15. Juni | Haroldo Corrêa de Mattos                         | brasilianischer Politiker                                                                                | 71    |       |
| 15. Juni | Eduard Rabofsky                                  | österreichischer Jurist und Widerstandskämpfer gegen den Nationalsozialismus                             | 82    |       |
| 16. Juni | Yohanan Bader                                    | israelischer Politiker                                                                                   | 92    |       |
| 16. Juni | Hans Paul Bahrdt                                 | deutscher Soziologe                                                                                      | 75    |       |
| 16. Juni | Eckart Bode                                      | deutscher Verwaltungsjurist                                                                              | 56    |       |
| 16. Juni | Viktor Huber von Gleichenstein                   | deutscher Verwaltungsjurist und Landrat                                                                  | 85    |       |
| 16. Juni | Bernard Moitessier                               | französischer Segler                                                                                     | 69    |       |
| 16. Juni | Kristen Pfaff                                    | US-amerikanische Bassistin                                                                               | 27    |       |
| 16. Juni | Raph                                             | französisch-argentinischer Rennfahrer                                                                    | 84    |       |
| 16. Juni | Hans Strotzka                                    | österreichischer Tiefenpsychologe und Universitätsprofessor                                              | 76    |       |
| 16. Juni | Roger Hewes Wells                                | US-amerikanischer Politikwissenschaftler                                                                 | 100   |       |
| 17. Juni | Herbert Abel                                     | deutscher Geograph                                                                                       | 83    |       |
| 17. Juni | Boris Alexandrowitsch Alexandrow                 | sowjetischer Komponist und Chorleiter                                                                    | 88    |       |
| 17. Juni | Dieter Andersen                                  | deutscher lutherischer Geistlicher und Bischof                                                           | 77    |       |
| 17. Juni | Claire Austin                                    | amerikanische Jazz- und Bluessängerin                                                                    | 75    |       |
| 17. Juni | Heinz Eggebrecht                                 | deutscher Oberst im Ministerium für Staatssicherheit (MfS) der DDR                                       | 78    |       |
| 17. Juni | Louise Henderson                                 | französisch-neuseeländische Malerin, Kunsthandwerkerin und Lehrer für Kunst und Kunsthandwerk            | 92    |       |
| 17. Juni | Kurt Hessenberg                                  | deutscher Komponist und Musikpädagoge                                                                    | 85    |       |
| 17. Juni | Araki Takeshi                                    | japanischer Politiker, Bürgermeister von Hiroshima                                                       | 78    |       |
| 18. Juni | Fritz Böttger                                    | deutscher Schriftsteller                                                                                 | 85    |       |
| 18. Juni | Ignace Feuerlicht                                | US-amerikanischer Germanist österreichischer Herkunft                                                    | 86    |       |
| 18. Juni | Jekusiel Jehuda Halberstam                       | orthodoxer Rabbiner und Admor                                                                            | 89    |       |
| 18. Juni | Margret Hofheinz-Döring                          | deutsche Malerin und Grafikerin                                                                          | 84    |       |
| 19. Juni | Theodor Brockmann                                | deutscher Verwaltungsjurist                                                                              | 79    |       |
| 19. Juni | Varise Connor                                    | US-amerikanischer Cajun-Musiker (Fiddlespieler)                                                          | 87    |       |
| 19. Juni | Hermann Goecke                                   | deutscher Gynäkologe, Geburtshelfer und Hochschullehrer                                                  | 93    |       |
| 19. Juni | Peter Heinig                                     | deutscher Künstler                                                                                       | 69    |       |
| 19. Juni | Waldemar Lübke                                   | deutscher Oberstudienrat und Politiker (SPD), MdL Rheinland-Pfalz und Bürgermeister                      | 79    |       |
| 19. Juni | Lauro Olmo                                       | spanischer Schriftsteller                                                                                | 71    |       |
| 19. Juni | Herlinde Pissarek-Hudelist                       | österreichische Theologin, Religionspädagogin und Hochschullehrerin                                      | 62    |       |
| 19. Juni | Krešimir Račić                                   | jugoslawischer Hammerwerfer                                                                              | 61    |       |
| 19. Juni | Fritz Wündisch                                   | deutscher Jurist und Heimatforscher                                                                      | 84    |       |
| 20. Juni | Robert Armbruster                                | US-amerikanischer Komponist                                                                              | 97    |       |
| 20. Juni | John Farrell                                     | US-amerikanischer Eisschnellläufer                                                                       | 87    |       |
| 20. Juni | Einar Haugen                                     | US-amerikanischer Sprachwissenschaftler                                                                  | 88    |       |
| 20. Juni | Jay Miner                                        | US-amerikanischer Chipdesigner, Vater des Amiga                                                          | 62    |       |
| 20. Juni | Karl Munzel                                      | deutscher Kommunalpolitiker (CDU)                                                                        | 87    |       |
| 20. Juni | Hans-Hendrik Neumann                             | deutscher SS-Standartenführer, Adjutant von Reinhard Heydrich                                            | 83    |       |
| 20. Juni | Simon Jacques Prokhovnik                         | australischer Mathematiker, Kosmologe und Hochschullehrer                                                | 74    |       |
| 20. Juni | Robin Raymond                                    | US-amerikanische Schauspielerin                                                                          | 77    |       |
| 20. Juni | Klaus-Jürgen Sucker                              | deutscher Primatologe und Berggorilla-Forscher                                                           | 37    |       |
| 20. Juni | Alec Acton                                       | englischer Fußballspieler                                                                                | 55    |       |
| 20. Juni | August Vogl                                      | deutscher Chirurg und Anthropologe                                                                       | 85    |       |
| 21. Juni | Walter Bockenkamp                                | deutscher Politiker (NSDAP, DP, CDU), MdL                                                                | 86    |       |
| 21. Juni | Erwin Gieseking                                  | deutscher Politiker (BdD, DDU), MdL                                                                      | 82    |       |
| 21. Juni | Otto Grim                                        | österreichischer Schiffbauingenieur und Hochschullehrer                                                  | 82    |       |
| 21. Juni | Anton Hänggi                                     | Schweizer Theologe, Bischof in Basel                                                                     | 77    |       |
| 21. Juni | Carlos Jiménez Mabarak                           | mexikanischer Komponist                                                                                  | 78    |       |
| 21. Juni | William Wilson Morgan                            | US-amerikanischer Astronom                                                                               | 88    |       |
| 21. Juni | Walter Riml                                      | österreichischer Kameramann und Schauspieler                                                             | 88    |       |
| 22. Juni | Otto Bradfisch                                   | deutscher SS-Obersturmbannführer, Anführer des Einsatzkommandos 8 für Massenmordaktionen in Weißrussland | 91    |       |
| 22. Juni | Marek Brezovský                                  | slowakischer Komponist, Pianist, Sänger und Texter                                                       | 20    |       |
| 22. Juni | Jerome W. Conn                                   | amerikanischer Endokrinologe                                                                             | 86    |       |
| 22. Juni | Jack Davies                                      | britischer Drehbuch- und Romanautor                                                                      | 80    |       |
| 22. Juni | Jitzchak Koren                                   | israelischer Politiker                                                                                   | 83    |       |
| 22. Juni | Henry Marx                                       | deutscher Journalist, Theater- und Musikkritiker sowie Buchautor                                         | 82    |       |
| 22. Juni | Ludwig Mecklinger                                | deutscher Politiker (SED), MdV, Minister für Gesundheitswesen der DDR                                    | 74    |       |
| 22. Juni | Heinz Ritter-Schaumburg                          | deutscher Schriftsteller                                                                                 | 92    |       |
| 22. Juni | Franz Peter Seifert                              | deutscher Politiker (SPD), MdL Bayern und Landrat                                                        | 78    |       |
| 22. Juni | Karl U. Smith                                    | US-amerikanischer Physiologe, Psychologe und Verhaltenskybernetiker                                      | 87    |       |
| 23. Juni | Mathias Engel                                    | deutscher Bahnradsportler                                                                                | 88    |       |
| 23. Juni | Herbert Hofmeister                               | österreichischer Jurist, Rechtshistoriker, Zivilrechtler                                                 | 48    |       |
| 23. Juni | Friedrich Kohlmeier                              | deutscher Politiker (SPD), MdL                                                                           | 89    |       |
| 23. Juni | Hermann Remmert                                  | deutscher Ökologe                                                                                        | 63    |       |
| 24. Juni | Charles K. Duncan                                | US-amerikanischer Marineoffizier                                                                         | 82    |       |
| 24. Juni | Lorenzo Palacios Quispe                          | peruanischer Sänger und Musiker                                                                          | 44    |       |
| 24. Juni | Ladislau Paz                                     | brasilianischer Geistlicher, Bischof von Corumbá                                                         | 90    |       |
| 24. Juni | Ulrich Rastemborski                              | deutscher Politiker (CDU), MdA, Berliner Senator                                                         | 53    |       |
| 24. Juni | Jean Vallerand                                   | kanadischer Komponist, Musikkritiker und Dirigent                                                        | 78    |       |
| 26. Juni | Thomas Armstrong                                 | britischer Organist, Dirigent und Komponist                                                              | 96    |       |
| 26. Juni | Albert-Louis Chappuis                            | Schweizer Landwirt und Schriftsteller                                                                    | 68    |       |
| 26. Juni | Joseph Aloysius Durick                           | US-amerikanischer Geistlicher, Bischof von Nashville                                                     | 79    |       |
| 26. Juni | Walter Heckmann                                  | deutscher Maler, Graphiker, Zeichner und Bildhauer                                                       | 65    |       |
| 26. Juni | Georg Rona                                       | österreichisch-dänischer Übersetzer                                                                      | 84    |       |
| 27. Juni | Jacques Berthier                                 | französischer Organist und Komponist                                                                     | 71    |       |
| 27. Juni | Otto Fielhauer                                   | österreichischer Journalist und Autor                                                                    | 65    |       |
| 27. Juni | Sam Hanks                                        | US-amerikanischer Rennfahrer                                                                             | 79    |       |
| 27. Juni | Ingeborg Seynsche                                | deutsche Mathematikerin                                                                                  | 88    |       |
| 27. Juni | Josef Weinhold                                   | deutscher Ingenieur und Hochschullehrer                                                                  | 88    |       |
| 28. Juni | Alfons Abel                                      | deutscher Glasmaler                                                                                      | 86    |       |
| 28. Juni | W. A. Draves                                     | US-amerikanischer Mormone, Apostel Kirche Christi mit der Elias-Botschaft                                | 82    |       |
| 28. Juni | Werner Fechter                                   | deutscher Germanist                                                                                      | 84    |       |
| 28. Juni | Norbert Kreutzkamp                               | deutscher Chemiker                                                                                       | 60    |       |
| 28. Juni | Ulrik Neumann                                    | dänischer Gitarrist, Sänger und Komponist                                                                | 75    |       |
| 29. Juni | Peter Blair                                      | US-amerikanischer Ringer                                                                                 | 62    |       |
| 29. Juni | Kurt Eichhorn                                    | deutscher Dirigent                                                                                       | 85    |       |
| 29. Juni | Karl-Heinz Franke                                | deutscher Offizier                                                                                       | 71    |       |
| 29. Juni | Peter Gerhard                                    | österreichischer Schauspieler bei Bühne, Film und Fernsehen                                              | 86    |       |
| 29. Juni | Lieselotte Holzmeister                           | deutsche Verlegerin und Politikerin (CDU), MdB                                                           | 73    |       |
| 29. Juni | Konrad Huber                                     | Schweizer Romanist                                                                                       | 78    |       |
| 29. Juni | Jack Unterweger                                  | österreichischer Krimineller und Schriftsteller                                                          | 43    |       |
| 30. Juni | Jim Doran                                        | US-amerikanischer American-Football-Spieler                                                              | 66    |       |
| 30. Juni | Dennis J. Roberts                                | US-amerikanischer Politiker                                                                              | 91    |       |
| 30. Juni | Gerhard Thiele                                   | deutscher Lehrer, NSDAP-Kreisleiter und Kriegsverbrecher                                                 | 85    |       |
| Juni     | Dora Gardner                                     | britische Hochspringerin                                                                                 | 82    |       |
| Juni     | Friederike Sailer                                | deutsche Opernsängerin                                                                                   | 74    |       |